# Cythna fusca
Cythna fusca är en insektsart som beskrevs av Frederick Arthur Godfrey Muir 1927. Cythna fusca ingår i släktet Cythna och familjen vedstritar.
Artens utbredningsområde är Samoa. Inga underarter finns listade i Catalogue of Life.